# Lysippe sexcirrata
Lysippe sexcirrata är en ringmaskart som först beskrevs av Sars 1856.  Lysippe sexcirrata ingår i släktet Lysippe och familjen Ampharetidae. Inga underarter finns listade i Catalogue of Life.